# Trilogie d'Apu
La trilogie d'Apu est un ensemble de trois films du réalisateur indien bengali Satyajit Ray :
- Pather Panchali (La Complainte du sentier, 1955), Prix du document humain au Festival de Cannes 1956 ;
- Aparajito (L'Invaincu, 1956), Lion d'or à la Mostra de Venise 1957 ;
- Apur Sansar (Le Monde d'Apu, 1959).